# Adrian Ondrusovský
Svatý Adrian Ondrusovský (vlastním jménem: Andrej Nikiforovič; konec 15. století, Moskva – 15. května 1550, Obža) byl pravoslavný monach, mučedník a zakladatel Androsovské pouště.

## Život
Narodil se na konci 15. století v Moskvě do rodiny bojarů a to jako Andrej Zavališin.
Po setkání s Alexandrem Svirským (též svatořečený) se zbavil majetku a odešel do Spaso-Preobraženského Valaamského monastýru kde byl postřižen na monacha se jménem Adrian. O několik let později se usadil na samotě poloostrova v jihovýchodní části Ladožského jezera.
Roku 1549 se stal kmotrem dcery cara Ivana Hrozného.
Roku 1550 byl zabit sedláky ve vesnici Obža. O dva roky později byly nalezeny jeho ostatky a převezeny do monastýru Androsovské pouště (nyní Adriano-Andrusovský monastýr). Roku 1828 byly jeho ostatky převezeny do katedrálního chrámu Uvedení Přesvaté Bohorodice.